# غوجان
غوجان (بالفارسية: گوجان) هي مدينة تقع في قسم ميزدج عليا الريفي في إيران. يقدر عدد سكانها بـ 9,179 نسمة .